# Machaerium nicaraguense
Machaerium nicaraguense är en ärtväxtart som beskrevs av Velva Elaine Rudd. Machaerium nicaraguense ingår i släktet Machaerium och familjen ärtväxter. Inga underarter finns listade i Catalogue of Life.